# Розенберг, Юджин
Юджин Розенберг (англ. Eugene Rosenberg; 1907, Тополкани, Австро-Венгрия — 1990, Англия) — словацко-британский архитектор, родившийся в Слова́кии.

## Биография
Юджин Розенберг родился в Слова́кии в еврейской семье. Получил образование в Чехословакии, после чего работал с Ле Корбюзье с 1929 года. Поселился в Англии в 1939 году, и основал фирму Йорк, Розенберг и Мардалл, (англ. Yorke, Rosenberg, & Mardall (YRM). Довольно быстро стал частью английского модернистского направления, вместе с Фраем (англ. Fry), Гиббердом (англ. Gibberd) и другими архитекторами. Был специалистом в области проектирования школ и университетов.

## Избранные проекты и постройки
- Вилла Мокри, Тополкани, Словакия (Villa Mokry, Topoľčany, Slovakia), (1934)
- Жилищный комплекс Коули Пичи (Cowley Peachey Housing Development, Middlesex), (1947)
- Насосный завод Зигмунд, Гейтсхед, графство Дарем (1948) (Sigmund Pumps Factory, Gateshead, Co. Durham), (1948)
- Средняя школа Барклай, Стивенедж, Хертз Великобритания (Barclay Secondary School, Stevenage, Herts), (1950)
- Универмаг Джон Левис, Стивенедж, Великобритания, (John Lewis Department Store, Stevenage, Great Britain), (1963)
- Комплекс университета Варвик (Warwick University), (1965—1971)
- Больница святого Томаса[англ.], Лондон (St Thomas’s Hospital, London), (1966—1974)

## Публикации
- Юджин Розенберг и Ричард Кук. Выбор архитектора: Искусство в архитектуре Великобритании (Eugene Rosenberg and Richard Cork. Architect’s Choice: Art in Architecture in Great Britain Since 1945, Thames & Hudson Ltd) Лондон, 1992. ISBN 978-0-500-27658-7